# Cavalier (Dacota do Norte)
Cavalier é uma cidade localizada no estado norte-americano de Dacota do Norte, no Condado de Pembina. A cidade foi fundada em 1877. É a sede de condado de Pembina depois 1911.

## Demografia
Segundo o censo norte-americano de 2000, a sua população era de 1537 habitantes.
Em 2006, foi estimada uma população de 1420, um decréscimo de 117 (-7.6%).

## Geografia
De acordo com o United States Census Bureau tem uma área de 2,1 km², dos quais 2,1 km² cobertos por terra e 0,0 km² cobertos por água. Cavalier localiza-se a aproximadamente 270 m acima do nível do mar.

## Localidades na vizinhança
O diagrama seguinte representa as localidades num raio de 24 km ao redor de Cavalier.